# 클라크 대학교
클라크 대학교(Clark University)는 1887년에 설립된 미국 매사추세츠주 우스터에 있는 사립 대학이다.

## 역사
1887년에 첫 설립되어 현재에 이르고 있는데 학생 수용 인원 가운데 학부생은 약 2300명이고, 대학원생은 1000여 명이다.

## 저명한 동문
널리 알려진 사람으로는 과학자 로버트 고더드, 배우 존 허드, 억만장자 마크 래즈리, 컬럼비아 대학교 총장 그레이슨 L. 커크, 수학자 솔로몬 렙셰츠, 지리학자 섀넌 매큔, 인도 텔레비전 사회자 파드마 락슈미, 퓰리처상 수상자 새뮤얼 플래그 베미스, 블루 맨 그룹 구성원 맷 골드만, 동아프리카 공동체 사무총장 리베라트 음푸무케코, 알바니아 국방부 장관 올타 샤카, 필라델피아 이글스 소유주 제프리 루리, 중국 시인 쉬즈모 등이 있다.
한인 동문으로는 초대 대통령 비서실장 김정렴, SK수펙스협의회 의장 조대식, KB국민은행 이사회 의장 김중웅, 동력자원부 장관 서상철, 이론물리학자 노만규, 서울대학교 명예교수 표학길 등이 있다.